# Guerra assimétrica

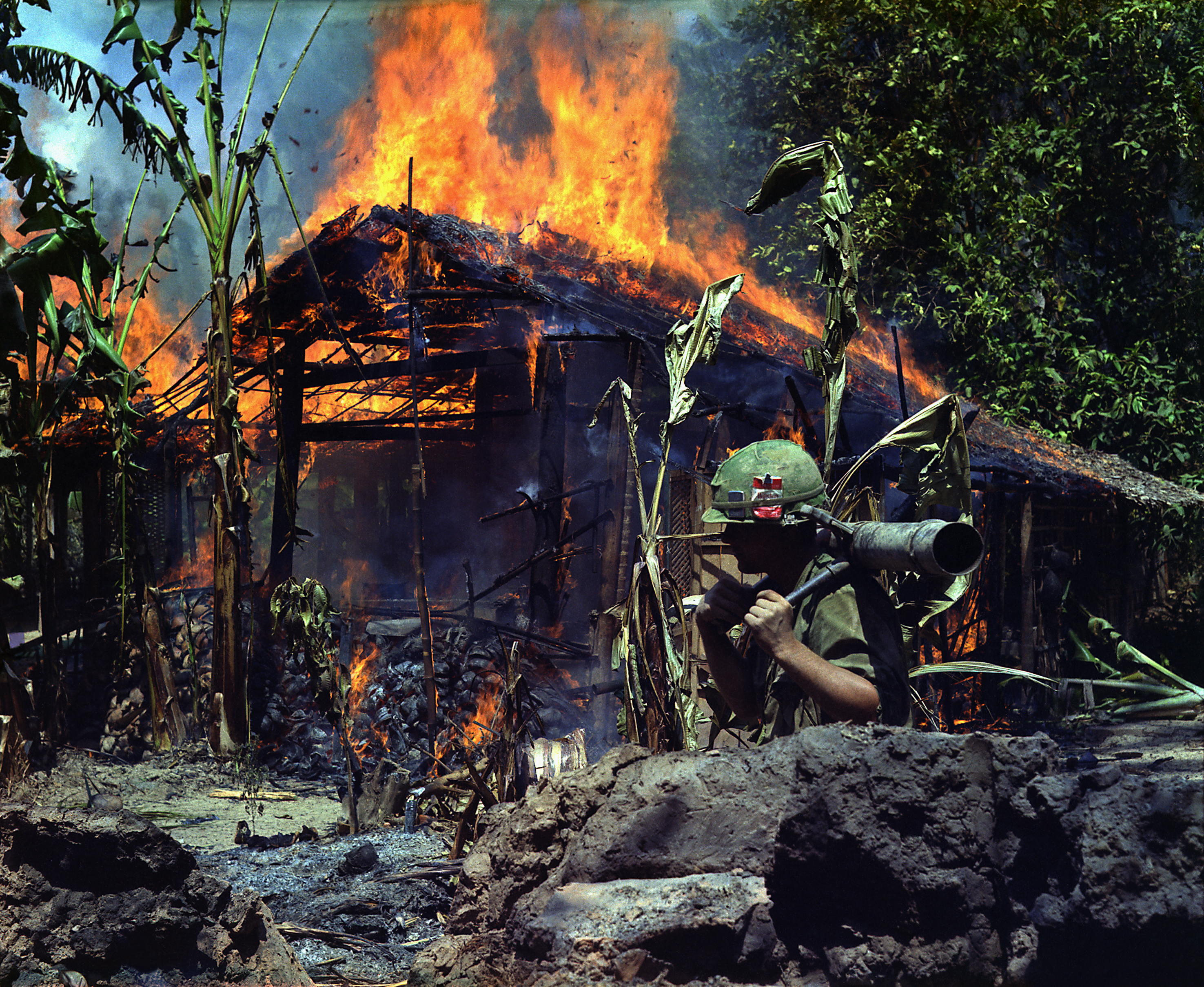
Um acampamento vietcongue sendo queimado por forças estadunidenses durante a Guerra do Vietnã

Guerra assimétrica é o termo dado para descrever um tipo de guerra entre beligerantes cujo poder militar relativo difere significativamente, ou cuja estratégia ou tática difere significativamente. Esta é tipicamente uma guerra entre um exército profissional permanente e uma insurgência ou milícias do movimento de resistência que muitas vezes têm o estatuto de combatentes ilegais.
A guerra assimétrica pode descrever um conflito em que os recursos de dois beligerantes são desiguais e, na luta, interagem e tentam explorar as fraquezas características um do outro. Tais lutas geralmente envolvem estratégias e táticas de guerra não convencional, os combatentes mais fracos tentando usar a estratégia para compensar deficiências na quantidade ou qualidade de suas forças e equipamentos. Tais estratégias podem não ser necessariamente militarizadas. Isso contrasta com a guerra simétrica, onde duas potências têm poder e recursos militares comparáveis e contam com táticas semelhantes em geral, diferindo apenas em detalhes e execução.
A guerra assimétrica é uma forma de guerra irregular – conflito violento entre um exército formal e um oponente informal, menos equipado e apoiado, com falta de pessoal, mas resiliente e motivado. O termo é freqüentemente usado para descrever o que também é chamado de guerra de guerrilha, insurgência, contrainsurgência, rebelião, terrorismo e contraterrorismo.   

## Definição e diferenças
A popularidade do termo data do artigo de 1975 de Andrew JR Mack "Por que as grandes nações perdem as pequenas guerras" na World Politics , no qual "assimétrico" se referia simplesmente a uma disparidade significativa de poder entre atores opostos em um conflito. "Poder", nesse sentido, é amplamente entendido como poder material, como um grande exército, armas sofisticadas, uma economia avançada e assim por diante. A análise de Mack foi amplamente ignorada em sua época, mas o fim da Guerra Fria despertou um interesse renovado entre os acadêmicos. No final da década de 1990, novas pesquisas baseadas nas ideias de Mack estavam começando a amadurecer e, depois de 2004, os militares dos EUA começaram mais uma vez a considerar seriamente os problemas associados à guerra assimétrica. 
A discussão desde 2004 tem sido complicada pela tendência das comunidades acadêmicas e militares de usar o termo de maneiras diferentes e por sua estreita associação com guerra de guerrilha, insurgência, terrorismo, contrainsurgência e contraterrorismo. Os autores militares tendem a usar o termo "assimétrico" para se referir à natureza indireta das estratégias que muitos atores fracos adotam, ou mesmo à natureza do próprio adversário (por exemplo, "pode-se esperar que os adversários assimétricos...") em vez de para a correlação de forças. 
Os autores acadêmicos tendem a se concentrar em explicar dois quebra-cabeças em um conflito assimétrico. Primeiro, se o "poder" determina a vitória no conflito, então deve haver razões pelas quais os atores mais fracos decidem lutar contra atores mais fortes. As principais explicações incluem:
- Atores mais fracos podem ter armas secretas .[6]
- Atores mais fracos podem ter aliados poderosos. [6]
- Atores mais fortes são incapazes de tornar as ameaças críveis. [6]
- As exigências de um ator mais forte são extremas. [6]
- O ator mais fraco deve considerar seus rivais regionais ao responder às ameaças de atores poderosos. [6]

Em segundo lugar, se o "poder", como geralmente se entende, leva à vitória na guerra, então deve haver uma explicação de por que os "fracos" são capazes de derrotar os "fortes".  As principais explicações incluem:
- Interação estratégica.
- Disposição dos fracos para sofrer mais ou arcar com custos mais altos.
- Apoio externo de atores fracos.
- Relutância em escalar a violência por parte de atores fortes.
- Dinâmicas internas de grupo.
- Objetivos de guerra de atores fortes ampliados. .
- Evolução das atitudes dos rivais assimétricos em relação ao tempo. [6]

Os conflitos assimétricos incluem guerras interestatais e civis e, nos últimos duzentos anos, geralmente foram vencidos por atores fortes. Desde 1950, no entanto, os atores fracos venceram a maioria de todos os conflitos assimétricos. De acordo com o Ministério da Defesa Nacional de Taiwan, "a guerra assimétrica é um tipo e método de combate que visa interromper o ritmo das operações do inimigo e as tentativas do inimigo de tomar decisões rápidas no meio da batalha". 

## Base estratégica
Na maioria das guerras convencionais, os que estão em conflito possuem forças de tipo semelhante e o resultado pode ser previsto pela quantidade ou qualidade das forças adversárias, por exemplo, melhor comando e controle de suas forças. Por exemplo, quando as forças convencionais não são facilmente comparadas, dificultando o engajamento dos lados opostos. Um exemplo disso é o impasse entre as forças terrestres continentais do Exército Francês e as forças marítimas da Marinha Real do Reino Unido durante as Guerras Revolucionárias Francesas e Napoleônicas. Nas palavras do Almirante Jervis durante as campanhas de 1801, "Eu não digo, meus senhores, que os franceses não virão. Digo apenas que eles não virão por mar" e um confronto que Napoleão Bonaparte descreveu como aquele entre o elefante e a baleia."   Portanto, a base estratégica da guerra assimétrica é a adoção de um padrão de combate pelo qual uma força relativamente menor ou com forças de qualidade diversas do oponente possa alcançar vantagens relativas sobre um inimigo mais forte, valendo-se do terreno, condições políticas, apoio de forças externas, táticas específicas e elementos que possam auxiliar, de forma ampla, na escalada do conflito. 

## Base tática
O sucesso tático da guerra assimétrica depende de pelo menos algumas das seguintes suposições:
- Um lado pode ter uma vantagem tecnológica que supera a vantagem numérica do inimigo; o decisivo arco inglês na Batalha de Crécy é um exemplo. [8]
- A superioridade tecnológica geralmente é anulada por infraestruturas mais vulneráveis que podem ser alvo de resultados devastadores. A destruição de várias linhas elétricas, estradas ou sistemas de abastecimento de água em áreas altamente povoadas pode ter efeitos devastadores na economia e no moral. Em contraste, o lado mais fraco pode não ter essas estruturas.[8]
- O treinamento, as táticas e a tecnologia podem ser decisivos e permitir que uma força menor supere uma força muito maior. Por exemplo, por vários séculos, o uso da falange pelos hoplitas gregos (infantaria pesada) os tornou muito superiores aos seus inimigos. A Batalha das Termópilas, que também envolveu um bom uso do terreno, é um exemplo bem conhecido. [8]
- Se o poder inferior está em posição de autodefesa; ou seja, sob ataque ou ocupação, pode ser possível usar táticas não convencionais, como atropelamento e batalhas seletivas em que o poder superior é mais fraco, como meio eficaz de assédio sem violar as leis da guerra . Talvez os exemplos históricos clássicos desta doutrina possam ser encontrados na Guerra Revolucionária Americana, movimentos na Segunda Guerra Mundial, como a Resistência Francesa e os partisans soviéticos e iugoslavos . . Contra as nações democráticas agressoras, essa estratégia pode ser usada para jogar com a paciência do oponente no conflito (como na Guerra do Vietnã e outros desde então) provocando protestos e conseqüentes disputas entre autoridades. [8]
- Se, porém, a potência inferior está em posição agressiva e/ou recorre a táticas proibidas pelas leis da guerra (jus in bello , seu sucesso depende de a potência superior se abster de táticas semelhantes. Por exemplo, a lei da guerra terrestre proíbe o uso de uma bandeira de trégua ou veículos médicos claramente marcados como cobertura para um ataque ou emboscada . Ainda assim, um combatente assimétrico usando essa tática proibida a seu favor depende da obediência do poder superior à lei correspondente. Da mesma forma, as leis de guerra proíbem os combatentes de usar assentamentos civis, populações ou instalações como bases militares, mas quando um poder inferior usa essa tática, depende da premissa de que o poder superior respeitará a lei que o outro está violando, e não atacará aquele alvo civil, ou se o fizer, a vantagem da propaganda superará a perda material. [8]

### Terrorismo
Existem dois pontos de vista diferentes sobre a relação entre guerra assimétrica e terrorismo. No contexto moderno, a guerra assimétrica é cada vez mais considerada um componente da guerra de quarta geração. Quando praticado fora das leis da guerra  é frequentemente definido como terrorismo, embora raramente por seus praticantes ou seus apoiadores.  A outra visão é que a guerra assimétrica não coincide com o terrorismo. 

## Uso do terreno
Terrenos que limitam a mobilidade, como florestas e montanhas, podem ser usados como multiplicador de força pela força menor e como inibidor de força contra a força maior, especialmente aquela que opera longe de sua base logística. Tal terreno é chamado de terreno difícil. As áreas urbanas, embora geralmente tenham bons acessos de transporte, oferecem inúmeras posições defensáveis prontas com rotas de fuga fáceis, e também podem se tornar terrenos difíceis se o combate prolongado encher as ruas de escombros. 
O contorno da terra é uma ajuda para o exército; avaliando os adversários para determinar a vitória, avaliando os perigos e a distância. "Aqueles que lutam sem saber disso, perderão."  Sun Tzu, a Arte da Guerra 
Os guerrilheiros devem mover-se entre as pessoas como um peixe nada no mar. Mao Zedong 
Um exemplo inicial de vantagem do terreno é a Batalha das Termópilas, 480 aC, onde o terreno estreito de um desfiladeiro foi usado para afunilar as forças persas, que eram numericamente superiores, a um ponto em que não podiam usar seu tamanho como vantagem. 
No século 12, irregulares conhecidos como os Assassinos foram bem sucedidos no estado Nizari Ismaili . O "estado" consistia em fortalezas (como o Castelo de Alamut ) construídas em cumes estratégicos e planaltos de difícil acesso, cercados por terras hostis. Os Assassinos desenvolveram táticas para eliminar alvos de alto valor que representavam uma ameaça à sua segurança, incluindo os Cruzados. 
Na Guerra Revolucionária Americana, o tenente-coronel patriota Francis Marion, conhecido como "Raposa do Pântano", aproveitou-se de táticas irregulares, linhas interiores e o deserto da Carolina do Sul colonial para bloquear as forças regulares britânicas maiores. 
Revoltosos iugoslavos, começando como pequenos destacamentos em torno de aldeias de montanha em 1941, lutaram contra as forças de ocupação alemãs e outras do Eixo, aproveitando com sucesso o terreno acidentado para sobreviver, apesar de seu pequeno número. Ao longo dos próximos quatro anos, eles lentamente forçaram seus inimigos a recuar, recuperando centros populacionais e recursos, eventualmente crescendo no exército iugoslavo regular. 

## Literatura (em língua inglesa)

### Livros
- Arreguin-Toft, Ivan, How the Weak Win Wars: A Theory of Asymmetric Conflict, New York & Cambridge, Cambridge University Press, 2005 ISBN 0-521-54869-1
- ISBN 9780874369298* Barnett, Roger W., Asymmetrical Warfare: Today's Challenge to U.S. Military Power, Washington, D.C., Brassey's, 2003 ISBN 1-57488-563-4
- Friedman, George, America's Secret War: Inside the Hidden Worldwide Struggle between the United States and Its Enemies, London, Little, Brown, 2004 ISBN 0-316-72862-4
- T.V. Paul, Asymmetric Conflicts: War Initiation by Weaker Powers, New York, Cambridge University Press, 1994, ISBN 0-521-45117-5
- J. Schroefl, Political Asymmetries in the Era of Globalization, Peter Lang, 2007, ISBN 978-3-631-56820-0
- Kaplan, Robert D., Warrior Politics: Why Leadership Demands a Pagan Ethos, New York, Vintage, 2003 ISBN 0-375-72627-6
- Levy, Bert "Yank"; Wintringham, Tom (Foreword) (1964). Guerrilla Warfare (PDF). Paladin Press. Archived from the original (PDF) on 2014-04-12. Retrieved 2014-04-15.
- Merom, Gil, How Democracies Lose Small Wars, New York, Cambridge, 2003 ISBN 0-521-80403-5
- Metz, Steven and Douglas V. Johnson II, Asymmetry and U.S. Military Strategy: Definition, Background, and Strategic Concepts, Carlisle Barracks, Strategic Studies Institute/U.S. Army War College, 2001 ISBN 1-58487-041-9 [1]
- J. Schroefl, S.M. Cox, T. Pankratz, Winning the Asymmetric War: Political, Social and Military Responses, Peter Lang, 2009, ISBN 978-3-631-57249-8
- Record, Jeffrey, Beating Goliath: Why Insurgencies Win, Washington, D.C., Potomac Books, 2007, ISBN 978-1-59797-090-7
- Gagliano Giuseppe,Introduzione alla conflittualita' non convenzionale, New Press,2001
- Resnick, Uri. Dynamics of Asymmetric Territorial Conflict: the evolution of patience. Basingstoke, UK: Palgrave-Macmillan, 2013. [2]
- Sobelman, Daniel, 'New Rules of the Game: Israel and Hizbollah after the Withdrawal from Lebanon, Tel-Aviv University, Jaffee Center for Strategic Studies, 2004 [www.inss.org.il/upload/(FILE)1190276456.pdf]
- Sobelman, Daniel, 'Hizbollah—from Terror to Resistance: Towards a National Defence Strategy, in Clive Jones and Sergio Catignani (eds.), Israel and Hizbollah An Asymmetric Conflict in Historical and Comparative Perspective, Routledge, 2010 (pp. 49–66)
- Sobelman, Daniel. "Learning to Deter: Deterrence Failure and Success in the Israel-Hezbollah Conflict, 2006–2016," International Security Vol. 41, No. 3 (Winter, 2016/2017).

### Artigos
- Bryant, G. J. "Asymmetric Warfare: The British Experience in Eighteenth-Century India," Journal of Military History (2004) 68#2 pp 431–469. in Project Muse(subscription required)
- Ivan Arreguin-Toft, "How the Weak Win Wars: A Theory of Asymmetric Conflict", International Security, Vol. 26, No. 1 (Summer 2001), pp. 93–128.
- J. Paul Dunne, et al., "Managing Asymmetric Conflict," Oxford Economic Papers, Vol. 58 (2006), pp. 183–208.
- A mathematical approach to the concept.
- Marcus Corbin Reshaping the Military for Asymmetric Warfare CDI website October 5, 2001.
- Deady, Timothy K. (2005). "Lessons from a Successful Counterinsurgency: The Philippines, 1899–1902" (PDF). Parameters. 35 (1): 53–68. Archived from the original (PDF) on 2016-12-10. Retrieved 2018-01-13.
- Vincent J. Goulding Jr. From Parameters, Winter 2000–01, pp. 21–30.
- Andrew J.R. Mack, "Why Big Nations Lose Small Wars: The Politics of Asymmetric Conflict", World Politics, Vol. 27, No. 2 (January 1975), pp. 175–200.
- Montgomery C. Meigs Unorthodox Thoughts about Asymmetric Warfare (PDF)
- Richard Norton-Taylor Asymmetric Warfare: Military Planners Are Only Beginning to Grasp the Implications of September 11 for Future Deterrence Strategy, in The Guardian, October 3, 2001
- Michael Novak, "Asymmetrical Warfare" & Just War: A Moral Obligation in NRO, February 10, 2003
- Toni Pfanner, "Asymmetrical Warfare from the Perspective of Humanitarian Law and Humanitarian Action", International Review of the Red Cross Vol. 87 No. 857 (March 2005), p. 149–174.
- Sullivan, Patricia. 2007. "War Aims and War Outcomes: Why Powerful States Lose Limited Wars", Journal of Conflict Resolution, 51 (3):496–524.
- Jonathan B. Tucker Asymmetric Warfare, a 6-page analysis, Summer 1999.
- Asymmetry and other fables, Jane's Defence Weekly, 18 August 2006
- David Buffaloe 'Defining Asymmetric Warfare' [3] September 2006
- Gates Assails Pentagon on Resources for Battlefields The Washington Post April 22, 2008
- Mandel, Robert. "Reassessing Victory in Warfare." Armed Forces & Society, Jul 2007; vol. 33: pp. 461–495.
- Mandel, Robert. "The Wartime Utility of Precision Versus Brute Force in Weaponry." Armed Forces & Society, Jan 2004; vol. 30: pp. 171–201.